# Pulse (Megumi Hayashibara)
Pulse è un EP della cantante giapponese Megumi Hayashibara, pubblicato come il 28 febbraio 1990 per la Futureland. Il 21 dicembre 1994 l'EP è stato ripubblicato in una nuova versione contenente le quattro tracce anche in versione strumentale.

## Tracce
Versione del 1990 TYDY-5127
1. COME TRUE... - 3:30
2. GO ALONG! GO AROUND!! - 3:44
3. Follow You, Follow Me - 4:15
4. Yume wo Oikakete (夢を追いかけて) - 5:07

Versione del 1994 TYCY-5413
1. COME TRUE... - 3:30
2. GO ALONG! GO AROUND!! - 3:44
3. Follow You, Follow Me - 4:15
4. Yume wo Oikakete (夢を追いかけて) - 5:07
5. COME TRUE... (Strumentale) - 3:30
6. GO ALONG! GO AROUND!! (Strumentale) - 3:44
7. Follow You, Follow Me (Strumentale) - 4:15
8. Yume wo Oikakete (夢を追いかけて) (Strumentale) - 5:07

## Classifiche
| Classifica (1990)                        | Posizione più alta |
| ---------------------------------------- | ------------------ |
| Giappone (Classifica settimanale Oricon) | 92                 |
| Classifica (1994)                        | Posizione più alta |
| Giappone (Classifica settimanale Oricon) | 84                 |